# Renault Gabbiano
Renault Gabbiano es un concept car fabricado por la marca de automóviles Renault, predecesor del Renault 21. Toma su nombre (del italiano "Gabbiano" = gaviota) del tipo de puertas que utiliza, denominado «alas de gaviota». La ventaja principal de este modelo de puertas es que permite el ingreso simultáneo de pasajeros adelante y atrás, lo que es desusual para un cupé de dos puertas, que generalmente debe ser abordado en etapas (primero los asientos posteriores y, luego de rebatirlos, los delanteros).
El motor, frontal y de 4 cilindros en línea, pesaba 150 kg, y tenía 1,4 litros y 72 Hp. Podía acelerar de 0 a 100 km/h en 19,3 s. Tenía un rendimiento de 100 km con 8,6 litros, y un torque de 74.5 N·m/l. El vehículo, de aspiración natural, utilizaba gasolina como combustible y agua como refrigerante.
La única unidad producida fue presentada al público en 1983 en el Salón del Automóvil de Ginebra, pero nunca entró en producción. Algunos de sus detalles de diseño fueron utilizados en el Renault Super 5 por el diseñador Marcello Gandini, aunque quien trabajó en el Gabbiano junto a Aldo Mantovani fue Giorgio Giugiaro. Este fue el primer trabajo en colaboración entre Renault e Italdesign, que continuaría con el Renault 21, el 19 y hasta la década de 1990.